# Topspirende slangeurt
Topspirende slangeurt (Bistorta vivipara) er en flerårig urt i syrefamilien (Polygonaceae). Arten betragtes som regionalt uddød i Danmark.

## Beskrivelse
5-30 cm høj flerårig urt med knoldformet jordstængel. Bladene er æg- til lancetformede, helrandede og langstilkede. Oversiden af bladene er mørkegrønne og glinsende. Med opret stængel, som bærer en 2-10 cm lang blomsterstand, som er et tætblomstret aks med 40 til 60 små, hvide-lyserøde blomster. De enkelte blomster er 1-3 mm brede med 5 kronblade, ingen bægerblade og (3-)5-8 støvdragere. Formerer sig vegetativt ved at udvikle yngleknopper i akset, som falder af og spirer.
Frugten er en 2,5 til 3,3 mm stor lysebrun skalfrugt (achene), som dannes sjældent.

## Habitat
Findes på fugtig, relativt næringsrig bund. I Norden på overdrev, enge, grøfter, heder, søbredder og snelejer. I Grønland i snelejer, urtelier og heder.

## Udbredelse
Topspirende Pileurt er vidt udbredt på den nordlige halvkugle og har en circumpolar og circumboreal udbredelse.
I Danmark har den senest være fundet omkring Ålborg, men blev set sidste gang i 1912, og formodes nu forsvundet fra Danmark.